# Dioclea schimpffii
Dioclea schimpffii är en ärtväxtart som beskrevs av Friedrich Ludwig Diels. Dioclea schimpffii ingår i släktet Dioclea och familjen ärtväxter. Inga underarter finns listade i Catalogue of Life.